# Onthophagus albipennis
Onthophagus albipennis là một loài bọ cánh cứng trong họ Bọ hung (Scarabaeidae).